# A. C. Gibbs
Addison Crandall Gibbs (Condado de Cattaraugus, 9 de julho de 1825 — Londres, 29 de dezembro de 1886) foi um político americano. Foi o segundo Governador do Oregon de 1862 até 1866 e atuou anteriormente no órgão legislativo do Território do Oregon e mais tarde na Assembleia Legislativa do estado.

## Primeiros anos
Addison Crandall Gibbs nasceu no dia 9 de Julho de 1825 no Condado de Cattaraugus em Nova York. Estudou e graduou-se em uma Escola Normal estatal antes de tornar-se professor. Mais tarde, foi aceito na Ordem e mudou-se para Califórnia em 1849.

## Oregon
Em 1850, A. C. Gibbs mudou-se para o Território do Oregon. Por lá, mudou-se para a cidade de Gardiner no Rio Umpqua onde iria fazer parte da Assembleia Legislativa do Território do Oregon em 1852. Foi também nomeado como coletor alfandegário em Gardiner, localizado na foz do Rio Umpqua.
Em 1860, Gibbs mudou-se para Portland, Oregon, onde foi eleito para a Assembleia Legislativa do estado. Em 1862, foi eleito Governador do Oregon; seu mandato começou no dia 10 de Setembro de 1862, logo, atuou durante a Guerra Civil Americana. Em 1864, respondendo a pedidos do Congresso dos Estados Unidos, Gibbs criou um regimento de infantaria, apesar da oposição dos Oregonianos. Também usou seu poder político em Oregon para reprimir movimentos separatistas. Seu mandato terminou no dia 12 de Setembro de 1866.
Depois de seu mandato como governador, Gibbs foi um candidato que não conseguiu à eleição para o Senado dos Estados Unidos em 1866 para substituir James Nesmith com Henry W. Corbett como a escolha para a Assembleia Legislativa do Oregon. Gibbs então atuou Procurador-Geral Distrital dos Estados Unidos pelo Distrito do Oregon e como um delegado do estado para resolver alegações de guerra das guerras contra os Nativos Americanos. Gibbs, como Procurador-Geral Distrital do Oregon, foi afastado do cargo de maneira controversa pelo Procurador-Geral do Presidente Ulysses S. Grant, George Henry Williams, ex-senador do Oregon, enquanto Gibbs estava perseguindo as fraudes eleitorais em Oregon. Depois, voltou à advocacia privada em Portland, no que é agora a Miller Nash Graham & Dunn LLP.
Addison Crandall Gibbs morreu em Londres, Inglaterra, no dia 29 de Dezembro de 1886. Seus restos mortais foram devolvidos da Inglaterra por uma lei da Assembleia Legislativa do Oregon e foi sepultado no Cemitério River View em Portland em 1887.